# مسلم دارابی
مسلم دارابی (متولد ۱ بهمن ۱۳۶۰-شهرستان صحنه) از ورزشکاران رشته پرورش اندام و مردان آهنین ایرانی است.
او از ۱۶ سالگی به کشتی رو آورد و توانست در مدت چهار سال عناوین مختلفی را به دست آورد. سپس به رشته کونگ‌فو و کیک بوکسینگ رفت و پس از دریافت کمربند مشکی، در مسابقات کشوری شرکت کرد و در این رشته نیز توانست عنوان‌های مختلف اول تا سومی را از آن خود کند. در سال ۸۵ به دلیل علاقه‌ای که به رشته قوی‌ترین مردان داشت فعالیت خودش را تحت نظر علی داداشی و علی اسماعیلی آغاز کرد و توانست در همان سال قهرمان کشور و نایب قهرمان قوی‌ترین مردان ایران شود. او در سال‌های ۱۳۹۰ و ۱۳۹۱ عنوان قویترین مرد ایران را کسب کرد.

## افتخارات
مسلم دارابی نفر اول قوی‌ترین مردان در مسابقاتی که در کرمان برگزار شد. نفر دوم مردان آهنین در بم قهرمان سوم پایتخت در سال ۱۳۷۷ با کشتی ورزش خود را شروع کرد که قهرمان نوجوانان و جوانان کشور شد و بعد از کشتی در سال ۱۳۸۲ در رشته کیک بوکسینگ به صورت خصوصی زیر نظر آقای سعید جعفری داور بین‌المللی شروع به فعالیت کرد و بعد از ۲ ماه قهرمان کشور شد وی در رشته‌های فول کونگفو، کونگفوتوا نیز قهرمان کشور بوده و دارای کمربند مشکی دان ۲ در رشته فول کونگفو، کمربند مشکی کیک بوکسینگ دان یک در سای کان کاراته و از سال ۱۳۸۵ شروع به ورزش قوی‌ترین مردان کرد. تاکنون توانسته است کسب دو دوره نایب قهرمانی مردان آهنین، نایب قهرمان جهان و قهرمان مردان آهنین در دو سال پیاپی ۱۳۹۰ و ۱۳۹۱ را در کارنامه موفقیت‌های خود ثبت کند و در حال حاضر در این رشته مشغول به ورزش و مربیگری می‌باشند.

## قهرمانی در مسابقه مردان آهنین در سال ۱۳۹۰ و ۱۳۹۱
مسابقات مردان آهنین ۱۳۹۰ که در جزیره قشم آغاز شده بود. در این رقابت‌ها که همچون دوره‌های گذشته در سه مرحله مقدماتی، نیمه نهایی و فینال برگزار شد، دارابی که در رقابت‌های سال گذشته به مقام نایب قهرمانی رسیده بود، این بار بالاتر از حریفان قدرتمندش به عنوان قوی‌ترین مرد ایران معرفی شد. نهمین دوره مسابقات قویترین مردان ایران (مردان آهنین) از ۸ اسفندماه با حضور ۳۲ شرکت کننده در ۸ گروه ۴ نفری در پارک ساحلی زیتون جزیره قشم آغاز شد که در پایان مسلم دارابی که در مسابقات قویترین مردان ایران در قشم بعد از روح‌الله داداشی عنوان نایب قهرمانی را کسب کرده بود، به مقام قهرمانی دست یافت.
این نخستین قهرمانی دارابی در این مسابقات بود، وی در ۲ دوره گذشته بعد از روح‌الله داداشی نایب قهرمان شده بود.